# Штучний бджолиний рій
Штучний бджолиний рій (англ. Artificial Bee Colony, ABC) - алгоритм оптимізації заснований на поведінці бджолиного рою, запропонований Дервішем Карабогою (тур. Derviş Karaboğa) з університету Ерджіяс у 2005 році.